# Autodesk Mudbox
Autodesk Mudbox (Мадбокс) — профессиональная графическая программа, предназначенная для моделирования высокополигональной (high poly) цифровой скульптуры и текстурного окрашивания 3D моделей. Предоставляет специалистам по моделированию и художникам по текстурам все возможности для создания цифровых 3D объектов и 2D скетчей, как если бы они работали с глиной и красками. Также Mudbox используется для создания карт неровностей, карт нормалей, карт замещения и др. В отличие от остальных программ подобного рода, Mudbox обладает удобным, интуитивным интерфейсом, что позволяет полностью освоить его всего за несколько дней. Текущая версия: Autodesk Mudbox 2023 (выпущена в 2022 году).

## История
Изначально программа создавалась в компании Skymatter Ltd, впервые была использована для создания фильма Кинг-Конг режиссёра Питера Джексона (2005 год). В настоящее время Mudbox разрабатывается и поддерживается компанией Autodesk.

### Список версий Autodesk Mudbox
| Версия                          | Платформа | Год выпуска   |
| ------------------------------- | --------- | ------------- |
| Autodesk Mudbox 1.07            | Windows   | Октябрь 2007  |
| Autodesk Mudbox 2009 (v2)       | Windows   | Октябрь 2008  |
| Autodesk Mudbox 2010 (v3)       | Windows   | Август 2009   |
| Autodesk Mudbox 2011 (v4)       | Windows   | Март 2010     |
| Autodesk Mudbox 2011 SAP (v4.5) | Windows   | Сентябрь 2010 |
| Autodesk Mudbox 2012 (v5)       | Windows   | Апрель 2011   |
| Autodesk Mudbox 2013 (v6)       | Windows   | Апрель 2012   |
| Autodesk Mudbox 2014            | Windows   | Апрель 2013   |

## Возможности
Autodesk Mudbox это передовое программное обеспечение, в арсенале которого 3D кисти высокого разрешения, позволяющие моделировать скульптуры состоящие из десятков миллионов полигонов. Эта программа была разработана для удовлетворения профессиональных потребностей художников и 3D моделлеров, работающих в киноиндустрии, разработчиков компьютерных игр, дизайнеров и промышленных проектировщиков.

### Возможности Mudbox 1.0
С самого начала Mudbox 1.0 имел большое влияние в сфере киноиндустрии, дизайна и промышленности. Его инновационные функции включают в себя:
- Цифровая скульптура: лёгкие в обращении скульптурные кисти позволяют художникам с большой точностью моделировать 3D геометрию любой сложности.
- 3D слои: 3D эквивалент многослойных 2D изображений в таких графических редакторах, как Adobe Photoshop, Corel Draw и др., позволяющий одновременно работать с несколькими слоями разной детализации. Это даёт возможность сохранять и возвращаться к детализации любого уровня, комбинировать, смешивать, видоизменять и маскировать слои.
- Дружественный пользовательский интерфейс и удобное рабочее пространство значительно сокращают время, необходимое для освоения программы и одинаково подходят как для дизайнеров, так и для художников в области мультимедиа.
- Производительность: инновационные технологии позволяют 3D художнику работать быстро и эффективно даже с самыми сложными по своему строению объектами состоящими из миллионов полигонов.
- Мульти-разрешение: технология иерархического разделения, позволяющая художникам получать высокополигональные модели с большим количеством полигонов.
- Запекание текстур: перенос элементов внешнего вида объекта (диффузный цвет, прямое освещение, GI и т. п.) в текстуры и их автоматический маппинг на поверхность объекта. Имеет широкое распространение в игровой индустрии, позволяя запекать не только диффузный цвет объекта, но и карты смещения (добавляющие рельефность объекту). Mudbox позволяет экспортировать текстуры высокого разрешения (до 8000 пикселей) и сохранять 8, 16, и 32-битные карты.
- Селективная симметрия предоставляет возможность сохранять индивидуальную симметрию для каждого слоя.
- Маскирование даёт возможность редактировать слои не нарушая геометрии замаскированного слоя. Действует подобно ластику с возможностью восстановления удалённых участков слоя.
- Менеджер слоёв позволяет дублировать слои, перемещать слоем выше или ниже, группировать и объединять в один слой все выделенные, менять силу воздействия слоя и др.
- 3D кисти: Mudbox располагает большим набором скульптурных кистей с помощью которых возможно моделирование гладких выпуклых и вдавленных поверхностей, морщин, плоских поверхностей, сглаживание, заострение и др. С помощью кривых Falloff возможно менять остроту кисти, делая её более круглой или заострённой. Кисти Stamps позволяют оставлять выпуклые или вдавленные отпечатки любой поверхности, иммитирующие кожу рептилий, каменистую поверхность, штукатурку и многое другое. С помощью кистей Stencils можно с лёгкостью моделировать неровности с любого загружаемого изображения, интерактивно менять его масштаб, вращать и перемещать по рабочей области.
- Кривые линии: действуя как направляющие, кривые линии предоставляют полный контроль художника над создаваемым мазком.
- Локальная интеграция полигонов позволяет увеличивать или уменьшать количество полигонов в выделенной области, с возможностью переходить с одного уровня на другой.
- Режим сглаживания нормалей позволяет художнику работать как с грубой сеткой (в этом режиме отчётливо видны грани), так и со сглаженной, скрывающей все неровности.
- Режим Draft визуализации (Draft Render) резко повышает производительность интерактивной навигации для сцен с высокой плотностью сетки.
- Режим быстрого обзора благодаря оперативной работе движка трёхмерной визуализации, обеспечивает высококачественное отображение 3D объектов в реальном времени.
- Поддержка треугольных и многоугольных граней. В отличие от других программ, Mudbox позволяет импортировать и модифицировать 3D объекты, состоящие из трёх-, четырёх- и многоугольных полигонов, с возможностью запекания текстур, сохранением структуры сетки и ID вершин.
- Камеры Full 3D: Mudbox предоставляет возможность художникам пользоваться несколькими 3D-камерами в одной сцене, плюс он поддерживает импорт и экспорт существующих камер между сценами. Камеры могут быть заблокированы или преобразованы посредством ввода с клавиатуры. С помощью 3D-камер возможно перемещение не только вокруг объекта, но и внутри него. Такие камеры позволяют производить любые действия над объектом, независимо от направления расстояния.
- Поддержка мультисцен: 3D художники имеют возможность создавать или импортировать мультисцены, состоящие из персонажей, камер, источников света, текстур и материалов. Управлять каждым из них в отдельности, выделяя, скрывая, блокируя, умножая количество полигонов и т. д.
- Встроенный графический браузер (Image Browser) с полной поддержкой 16 и 32-битных изображений — позволяет пользователям просматривать рисунки, использовать их в качестве stamps, stencils или в качестве изображения для 3D камер.[1]

Системные требования:
|                                        | Минимальные               | Рекомендуемые         |
| -------------------------------------- | ------------------------- | --------------------- |
| Процессор                              | Intel Pentium III 800 МГц |                       |
| Оперативная память ОЗУ (RAM)           | 512 Mб                    | 2 Гб                  |
| Монитор                                | 1024 x 768, 16-битный     | 1024 x 768, 32-битный |
| Свободное место на жёстком диске (HDD) | 650 Mб                    | 2 Гб                  |
| Видеокарта                             | OpenGL                    | Nvidia GeForce        |
| Графический планшет                    |                           | Wacom                 |

### Новые возможности Mudbox 2009
- Интерактивное отображение HDRI в рабочем окне.
- Интерактивное смещение поверхности во время рисования.
- Эффект Ambient Occlusion (имитация глобальной освещенности) с задействованием возможностей видеокарты.
- Улучшенная совместимость с 3ds Max и Maya.
- Улучшенные инструменты для рисования текстур.
- Более эргономичный интерфейс и рабочее пространство.
- У каждой скульптурной кисти теперь своя иконка, кратко показывающая назначение кисти.[1]

Системные требования:
|                                        | Минимальные           | Рекомендуемые         |
| -------------------------------------- | --------------------- | --------------------- |
| Процессор                              | Intel Pentium 4       |                       |
| Оперативная память ОЗУ (RAM)           | 1 Гб                  | 2 Гб                  |
| Монитор                                | 1024 x 768, 16-битный | 1024 x 768, 32-битный |
| Свободное место на жёстком диске (HDD) | 1 Гб                  | 2 Гб                  |
| Видеокарта                             | OpenGL                | Nvidia GeForce        |
| Графический планшет                    |                       | Wacom                 |

### Новые возможности Mudbox 2010
- Интерактивное взаимодействие с Adobe Photoshop: новые технологические процессы делают использование Mudbox с Photoshop проще. Mudbox 2010 может импортировать файлы формата PSD для использования в качестве слоев окрашивания и наоборот экспортировать файлы формата PSD для дальнейшего редактирования в Adobe Photoshop.
- Более тесное взаимодействие с Maya, 3ds Max и Softimage: Mudbox теперь поддерживает технологию переноса файлов Autodesk FBX, которая позволяет художникам импортировать и экспортировать данные о сцене, содержащие больше информации, чем стандартный файл формата OBJ. Окраска текстур, камеры и планы могут быть сохранены благодаря высокой точности передачи данных, что помогает сохранить художникам время.
- SDK: Mudbox 2010 представляет программное обеспечение, основанное на языке C++, которое можно настраивать и использовать для интеграции программы в производственный процесс.
- Новые инструменты и технологические процессы для творчества: версия 2010 также включает новые кисти, поддержку изменения порядка слоев, создание карт изменения окружения, новые фильтры просмотра, как например возможность визуализации изображений прямо из окна просмотра, что делает Mudbox отличным инструментом для презентаций.
- В Mudbox 2010 появились UV-сглаживатели совместимые с визуализатором RenderMan от компании Pixar. Эта функция способствует лёгкой интеграции с Mudbox на производстве.
- Умные кисти в версии 2010 появились «умные кисти», например Dry brush, которая рисует только в самых высоких или в самых низких участках рельефного объекта. Кисть Clone Brush аналогична кисти Clone Stamp в Adobe Photoshop.[2]

### Новые возможности Mudbox 2011
- Новый улучшенный интерфейс программы
- Рисование на поверхности UV развертки теперь возможно рисование на поверхности UV развертки, что облегчает процесс рисования на сложных участках объекта, к которым сложно подобраться.
- Новый набор кистей в новой версии появились такие кисти как Dodge, Blur, Hue, Sponge, Invert, Contrast и др. характерные для программ компании Adobe. С помощью этих кистей становятся возможными многие манипуляции с изображением до этого доступные только в Adobe Photoshop.
- Векторные карты смещения (Vector Displacement Map) с помощью этих карт стали возможными такие функции как сохранение формы объекта с дальнейшим рисованием этих объектов, одним нажатием кисти.
- Mudbox 2011 поддерживает операционные системы Mac Os 64-bit и Windows 7
- Инструменты Pose tool для придания различных поз персонажам и объектам сцены
- Запись рабочей сессии в новой версии возможно не только моделировать, но и записывать весь процесс моделирования с помощью встроенного плейера. Так же можно записать процесс «вращения вокруг объекта», что позволяет увидеть его со всех сторон. Записанные видео файлы сохраняются в формате .mp4.
- Новые режимы смешивания слоёв в Mudbox 2011 теперь поддерживают четыре режима смешивания — Multiply, Add, Screen и Overlay. Режимы наложения контролируют взаимодействие слоёв для рисования и то, как они, в конечном итоге, будут скомбинированы. Новая текстура Inscandescence определяет яркость цвета вне зависимости от освещения.
- Улучшена совместимость с Maya, 3ds Max, Softimage в версии 2011 стало возможным сохранение сцен в формате напрямую совместимом с программой Maya, что позволяет открывать сцену в таком виде в каком она была сохранена в Mudbox.[3]

Системные требования:
|                                        | Минимальные                    | Рекомендуемые         |
| -------------------------------------- | ------------------------------ | --------------------- |
| Процессор                              | Intel Pentium 4, AMD Athlon 64 | AMD Opteron           |
| Оперативная память ОЗУ (RAM)           | 2 Гб                           | 4 Гб                  |
| Монитор                                | 1024 x 768, 16-битный          | 1024 x 768, 32-битный |
| Свободное место на жёстком диске (HDD) | 1 Гб                           | 2 Гб                  |
| Видеокарта                             | OpenGL                         | Nvidia GeForce        |
| Графический планшет                    |                                | Wacom                 |

### Новые возможности Mudbox 2012
- Система PTex (Питекс) это система текстурирования, разработанная студией Walt Disney Animation Studios для визуализации высокого качества. Принцип работы PTex заключается в сохранении параметрических данных (положение относительно соседних полигонов) о каждом полигоне объекта, что не требует создания текстурных развёрток UVW и полностью устраняет проблему со швами.
- Деформация текстур Stancils с помощью этой функции стало возможным деформировать и искривлять текстуры. Принцип работы подобен инструменту Warp в Adobe Photoshop.
- Новые режимы смешивания к нескольким существующим добавлен целый набор из десятка других режимов смешивания, что значительно расширяет возможности наложения слоёв.
- Интерактивное изменение цвета текстуры выполняется с использованием кривых, подобных инструменту Curves в Adobe Photoshop.
- Слой прозрачности в Mudbox 2012 появился слой прозрачности Opacity, благодаря которому теперь стало возможным создание прозрачных или полупрозрачных поверхностей имитирующих стекло, тонкие полупрозрачные ткани и др.
- Интерактивный обмен файлами с другими 3D программами в новой версии осуществлён прямой обмен не только между Mudbox и Maya, но и с такими пакетами как 3ds Max и Softimage, что позволяет обмениваться файлами не закрывая программ.
- Функция Transfer Paint Layers (перенос нарисованных слоёв) позволяет переносить многослойные текстуры с одного объекта сцены на другой такого же типа.
- Симметрия костей в 2012 версии стало возможным создавать симметричную систему костей для придания различных поз объекту.
- Редактирование текстур стало возможным интерактивное редактирование текстурных карт у объектов с изменённым (относительно первоначального) положением в сцене.
- Сохранение поз в этой версии так же стало возможным сохранение одной и более поз для объекта и быстрый переход от одной позы к другой.
- Новая функция кисти Grab теперь эта кисть способна плавно и гибко растягивать поверхность моделируемого объекта в разных направлениях.[3]

Системные требования:
|                                        | Минимальные                | Рекомендуемые         |
| -------------------------------------- | -------------------------- | --------------------- |
| Процессор                              | Intel EM64T, AMD Athlon 64 | AMD Opteron           |
| Оперативная память ОЗУ (RAM)           | 2 Гб                       | 4-8 Гб                |
| Монитор                                | 1024 x 768, 16-битный      | 1024 x 768, 32-битный |
| Свободное место на жёстком диске (HDD) | 1 Гб                       | 2 Гб                  |
| Видеокарта                             | OpenGL                     | Nvidia GeForce        |
| Графический планшет                    |                            | Wacom                 |